# Værløse Station
Værløse Station er en S-togs-station beliggende centralt i Værløse i Furesø Kommune. Stationen åbnede sammen med Slangerupbanen (nu Hareskovbanen) 20. april 1906, og fra 25. september 1977[kilde mangler] har den fungeret som S-togs-station.
Den nuværende Værløse Station blev bygget i 1974 som erstatning for den oprindelige stationsbygning fra 1906, der blev revet ned i 1977. Den lå på Nellikevej (tidligere: Stationsvej) ca. 400 meter vest for den nuværende station.

## Beskrivelse
Der er flere adgangsveje til stationen. En bred tunnel i vejniveau, under sporene, giver adgang dels fra Kollekollevej, og dels fra stationsforpladsen på Hareskovhvilevej, hvor stationsbygningen fra 1974 lå. Fra den modsatte ende af perronen er der adgang til Fiskebækvej og via en gang- og cykelbro videre til Læssevej. 
I forbindelse med en renovering af stationsforpladsen i 2020 blev der åbnet mod Værløse Bymidte, og stationsbygningen blev revet ned. I bygningen var der oprindeligt offentligt toilet, billetsalg, stationskiosk, et stort overdækket areal og en DSB Minibar. I nogle år op til nedrivningen, var der pizzeria (STEN & KUL) i det tidligere billetsalg og kiosk. I den tidligere DSB Minibar var der i en kort periode frisør.

## Busterminal
Busterminalen består af fem stoppesteder:
- 151, afsætning
- 151 mod Kirke Værløse, Laanshøj
- 500S mod Ørestad st./Glostrup st./Ballerup st.; 152 mod Måløv st.
- 152 mod Værløse, Ryetvej; 500S mod Kokkedal st./Birkerød st.
- 55E mod Allerød st.
- 55E mod Malmparken st.

## Galleri
- Bro over Fiskebækvej vest for stationen.
- Stationen set fra Fiskebækvej.
- Perronen.
- Ventesal af glas.
- Stationsbygningen.
- Linje A der tidligere betjente stationen.

## Antal rejsende
Ifølge Østtællingen var udviklingen i antallet af dagligt afrejsende med S-tog:
| År   | Antal | År   | Antal | År   | Antal | År   | Antal |
| ---- | ----- | ---- | ----- | ---- | ----- | ---- | ----- |
| 1957 | -     | 1974 | -     | 1991 | 2.194 | 2001 | 2.157 |
| 1960 | -     | 1975 | -     | 1992 | 2.237 | 2002 | 2.157 |
| 1962 | -     | 1977 | 1.244 | 1993 | 2.205 | 2003 | 2.097 |
| 1964 | -     | 1979 | 1.918 | 1995 | 2.304 | 2004 | 1.991 |
| 1966 | -     | 1981 | 2.268 | 1996 | 2.221 | 2005 | 2.037 |
| 1968 | -     | 1984 | 2.514 | 1997 | 2.230 | 2006 | 2.059 |
| 1970 | -     | 1987 | 2.147 | 1998 | 2.174 | 2007 | 2.191 |
| 1972 | -     | 1990 | 2.360 | 2000 | 2.226 | 2008 | 1.909 |